# جزیره مرکزی
جزیره مرکزی (به لاتین: Central Island) یک منطقهٔ مسکونی در کنیا است که در کنیا واقع شده‌است.